# Введенский, Арсений Иванович
Арсе́ний Ива́нович Введе́нский (26 октября [7 ноября] 1844, Тверской уезд, Тверская губерния — 17 [30] октября 1909, Бологое, Новгородская губерния) — российский литературный критик, библиограф, текстолог и историк литературы.

## Биография
Сын дьякона, окончил духовное училище (1875) и Тверскую духовную семинарию. Был студентом физико-математического факультета Санкт-Петербургского университета (1865—1867), но курса не окончил. Служил домашним учителем; в 1871—1875 годах посещал университет вольнослушателем, на жизнь зарабатывая уроками.
В 1894 году поступил на службу в Государственный контроль; с 1903 года состоял в чине коллежского асессора.

## Литературная деятельность
Начало литературной деятельности относится к 1876 году, когда были опубликованы первые рецензии и обзоры Введенского. Писал критические статьи, этюды и рецензии в «Слове» (1876—1880), «Северном Вестнике» (1878), «Вестнике Европы» (1881—1883), «Деле» (1886), «Ниве» (1889—1894), «Историческом Вестнике» (1890—1892), в которых давал характеристики таким писателям, как Н. С. Лесков, Н. А. Лейкин, граф Салиас, Всеволод Крестовский, В. Г. Короленко, Ф. М. Достоевский, В. М. Гаршин и многие другие. В начале 1880-х годов писал критические фельетоны в «Порядке», «Голосе», «Русских ведомостях», позднее — сотрудничал в «Новом Времени» (с 1888). Пользовался псевдонимом Аристархов.
Под его редакцией вышли в 1891—1893 гг. изданные в виде приложений к «Ниве» собрания сочинений Грибоедова (1892), И. И. Козлова, А. В. Кольцова (1892), А. И. Полежаева (1892), М. В. Ломоносова (1893), Д. И. Фонвизина, Екатерины II. Попыткой научно-критического издания было «Полное собрание сочинений» Михаила Лермонтова (т. 1—4, 1891).
Часть статей Введенского была издана отдельно, под заглавиями: «Общественное самосознание в русской литературе. Критические очерки» (2-е издание. — СПб., 1909) и «Литературные характеристики» (2-е издание. — СПб., 1910). Как историк литературы Введенский принадлежал к культурно-исторической школе, поэтому и в этих этюдах художественные произведения неизменно рассматриваются с точки зрения роста общественного самосознания. Убеждение, что литература должна нести «общественную службу» и культивировать «гуманические идеалы», в известном отношении сближает Введенского с С. А. Венгеровым.